# Lecumberry
Lecumberry – miejscowość i gmina we Francji, w regionie Nowa Akwitania, w departamencie Pireneje Atlantyckie.
Według danych na rok 1990 gminę zamieszkiwało 208 osób, a gęstość zaludnienia wynosiła 4 osób/km² (wśród 2290 gmin Akwitanii Lecumberry plasuje się na 969. miejscu pod względem liczby ludności, natomiast pod względem powierzchni na miejscu 112.).